# 베로니카 레이크
베로니카 레이크(Veronica Lake, 1922년 11월 14일 ~ 1973년 7월 7일)는 미국의 배우이다.